# Jindřich Matyáš Thurn
Hrabě Jindřich Matyáš Thurn (německy Heinrich Matthias Graf von Thurn, italsky Enrico Matteo Conte della Torre, finsky Henrikki Matias Thurn; 14. prosince 1567 v Innsbrucku – 28. ledna 1640 na zámku Pernava, Livonsko) byl jednou z vůdčích osobností českého stavovského povstání. Patřil mezi iniciátory třetí pražské defenestrace roku 1618. Po porážce povstání a svém odchodu do exilu bojoval proti Habsburkům v třicetileté válce. Pocházel z rodu Thurn-Valsassina.

## Životopis

### Dětství
Narodil se Františku hraběti z Thurnu a Valsassiny a jeho druhé ženě Barboře Šlikové 14. prosince 1567 v tyrolském Innsbrucku jako v pořadí pátý syn. Jeho rodiče byli protestanti, ale po otcově smrti v roce 1586 začal Jindřicha vychovávat strýc Jan Ambrož. Byl to horlivý katolík a vychovával ho v Kraňsku. Zde se mluvilo především německy, italsky a slovinsky. To způsobilo, že se Jindřich nikdy nenaučil dobře česky, přestože jeho matka Barbora rozená Šliková pocházela z českého šlechtického rodu Šliků. Je pohřbena v kostele sv. Jiří v Tikovicích (Štikovicích), její náhrobek je zachován. Kostel byl v té době protestantský a patřil k prštickému panství. Z toho se dá usuzovat na často užívané sídlo na Pršticích. I ostatní vesnice vlastněné Františkem Thurnem měly v té době kostely významem a rozsahem větší (Vlasatice).

### Školní léta
V letech 1575–1578 navštěvoval Jindřich Matyáš bratrskou školu v Ivančicích spolu se svými dvěma bratry. Bylo to především z finančních důvodů, ale také pro kvalitu bratrské školy. Morava byla v tu dobu tolerantnější a svobodnější k náboženskému vyznání než Čechy. Rektorem na bratrské škole v Ivančicích byl v letech 1574-1588 význačný učenec Estrom z Wittenbergu. Jindřichovými spolužáky byli Karel starší ze Žerotína i Karel I. z Lichtenštejna, pozdější velcí činitelé v české a evropské politice.
Posléze studoval i na Gymnasium illustre ve Velkém Meziříčí. Tato škola byla na úrovni dnešních gymnázií. Mládí strávené na moravských statcích svého otce Františka a vzdělání na moravských protestantských školách dalo Jindřichu Matyáši Thurnovi rozhled, pevné zásady a postoje do budoucího života.

### Kariéra
Záhy se stal císařským diplomatem a v rámci této činnosti navštívil Istanbul, Sýrii, Egypt a Jeruzalém. Od roku 1592 se začal angažovat v císařské armádě bojující v Uhrách proti Osmanské říši v dlouhé turecké válce. V těchto bojích získal hodnost plukovníka u jízdy a od armády odešel ověnčen titulem válečný rada.
Za majetky získané dědictvím a druhým sňatkem se Zuzanou Alžbětou z Tiefenbachu si v Čechách v roce 1605 koupil panství Veliš na Jičínsku. Přestože neovládal český jazyk, byl přijat mezi české stavy. Rychle si získal vůdčí postavení a v roce 1609 se výrazně zapojil do bojů o majestát císaře Rudolfa II., který obyvatelům českých zemí zaručoval svobodu náboženského vyznání. O několik let později v roce 1611 se Thurn postavil do čela stavovské armády proti vpádu pasovských vojsk biskupa Leopolda V. Habsburského.
Po smrti krále Rudolfa získal ve službách krále Matyáše další statky a tituly. Už od roku 1611 zastával úřad karlštejnského purkrabího. V roce 1616 byl jako nejvyšší zemský úředník aktivním účastníkem korunovace Anny Tyrolské na českou královnu. V průvodu kráčel vedle nejvyššího zemského sudího Jiří z Talmberka na Jankově (1578–1623), který přinášel královské jablko. O úřad karlštejnského purkrabího však přišel v roce 1617 při odmítnutí Ferdinanda II. Štýrského za českého krále.

## Třicetiletá válka 1618-1648

### Defenestrace

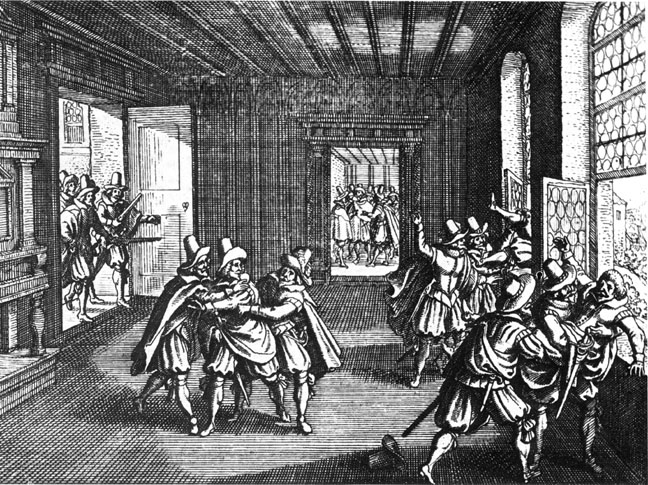
Defenestrace v roce 1618

Čeští stavové udělili Jindřichu Matyášovi za jeho věrné služby protestantskému vyznání titul evangelického defenzora. Stal se tak vůdčí postavou budoucích událostí. V roce 1618 byl svolán bez souhlasu panovníka další stavovský sněm a Jindřich Matyáš opět vedl ohnivou řeč proti Ferdinandu II. Štýrskému. Tento spor se vyhrotil 23. května 1618, kdy zástupci opozičních stavů pod vedením Jindřicha Matyáše a Václava Budovce z Budova vtrhli na Pražský hrad a vyhodili z okna dva přítomné královské místodržící Martinice, Slavatu a jejich písaře Fabricia. Dopad pražské defenestrace byl dalekosáhlý, neboť se stala bezprostřední roznětkou třicetileté války.

### Stavovské povstání
Od defenestrace a nastolení stavovské vlády v Čechách se Jindřich Matyáš stal uznávaným vůdcem protestantské stavovské opozice. Byl jmenován generállajtnantem (General-Lieutenant) českého vojska, což byla v té době nejvyšší hodnost podřízená pouze panovníkovi. Tuto hodnost měl také Jiří Fridrich Hohenlohe, což způsobilo, že stavovská armáda měla dvě autonomní velení.
V čele armády bojoval Jindřich Matyáš především v jižních Čechách, kde proti císařskému generálovi Karlu Bonaventurovi z Buquoy dobyl Český Krumlov, a několikrát se mu podařilo přitáhnout k Vídni. Až později, po zvolení Fridricha Falckého českým králem, byl vrchním velitelem jmenován kníže Kristián Anhaltský. 1. května 1620 byl vrchním velitelem stavovských vojsk v Čechách jmenován opět Jindřich Matyáš. Po bitvě na Bílé hoře, aby unikl jistému trestu smrti, utekl z Čech společně s mnoha dalšími protestanty, ale bez manželky, se kterou se již nikdy nesetkal a ona zemřela roku 1624.

### Život v zahraničí
V zahraničí se snažil až do své smrti získávat přízeň mnoha nepřátel Habsburků a cestoval prakticky po celé Evropě. Navštívil dokonce i turecký Istanbul, aby přesvědčil Osmanskou říši jako protihabsburského spojence.
Krátký čas bojoval ve spojení s nespolehlivým sedmihradským knížetem Gabrielem Bethlenem až do roku 1623, kdy Bethlen začal jednat s Habsburky o příměří. Poté působil v Benátkách, aby postavil její armádu. Odtud putoval v roce 1627 do Dánska, aby se stal jedním z velitelů její armády.
V roce 1628 se přidal ke švédskému vojsku krále Gustava Adolfa a pomáhal mu v bojích proti katolickému Polsku. Zde se setkal se svým synem, který ale v roce 1628 onemocněl a zemřel.
Ke zklamání Matyáše Thurna měl však Gustav Adolf jiné cíle než dobýt a obsadit Čechy. To se krátce povedlo saským vojskům pod vedením Jana Jiřího Arnima, která ke konci roku 1631 dobyla Prahu. Matyáš Thurn se mohl vrátit. Saská armáda byla ale příliš slabá, aby dlouhodobě udržela Prahu a v květnu 1632 Sasové a čeští emigranti museli z Prahy a z Čech opět odejít.
V říjnu 1633 se armáda Matyáše Thurna střetla s mnohem početnějšími vojsky Albrechta z Valdštejna ve slezské Stínavě nad Odrou (dnes Ścinawa). Matyáš Thurn musel kapitulovat příslibem propuštění ze zajetí. Poté musel opustit Slezsko.
Později se snažil přesvědčit Albrechta z Valdštejna, aby zradil Habsburky výměnou za slib, že se stane českým králem. Tento plán však nevyšel, neboť Valdštejn byl v únoru 1634 zavražděn v Chebu.
Na sklonku života byl Thurn zklamaný ze všech prožitých událostí. Pochopil, že žádnému z jeho spojenců nikdy nešlo o dobro českých stavů, ale jen o vlastní zájmy. Zemřel ve věku sedmdesáti tří let 28. ledna 1640 v Livonsku (dnešní Estonsko) jako velitel švédské pevnosti v Tallinnu. Zde je také pohřben v luteránské katedrále Panny Marie.

## Odraz v umění
- Bůh s námi – od defenestrace k Bílé hoře - česko-německý film z roku 2018, scénář Pavel Kosatík, režie Zdeněk Jiráský, v hlavní roli Matyáše Thurna Karel Dobrý.